# Kocaköy (district)
Kocaköy is een Turks district in de provincie Diyarbakır en telt 15.705 inwoners (2007). Het district heeft een oppervlakte van 151,1 km².
De bevolkingsontwikkeling van het district is weergegeven in onderstaande tabel.
| 1997   | 2000   | 2007   |
| ------ | ------ | ------ |
| 13.693 | 13.069 | 15.705 |